# Campeonato Europeu de Halterofilismo de 1969
O 48º Campeonato Europeu de Halterofilismo foi organizado pela Federação Europeia de Halterofilismo em Varsóvia, na Polónia entre 20 a 28 de setembro de 1969. Foram disputadas 9 categorias com a presença de 108 halterofilistas de 19 nacionalidades. Essa edição foi realizada em conjunto com o Campeonato Mundial de Halterofilismo de 1969.

## Medalhistas
| Evento                       | Ouro                                     | Ouro              | Prata                                  | Prata             | Bronze                                   | Bronze            |
| Mosca (até 52 kg)            | Mosca (até 52 kg)                        | Mosca (até 52 kg) | Mosca (até 52 kg)                      | Mosca (até 52 kg) | Mosca (até 52 kg)                        | Mosca (até 52 kg) |
| ---------------------------- | ---------------------------------------- | ----------------- | -------------------------------------- | ----------------- | ---------------------------------------- | ----------------- |
| Desenvolvimento militar      | Vladislav Krishchishin · União Soviética | 112,5 kg          | Sándor Holczreiter · Hungria           | 110,0 kg          | Zygmunt Smalcerz · Polónia               | 105,0 kg          |
| Arranque                     | Vladimir Smetanin · União Soviética      | 102,5 kg          | Walter Szołtysek · Polónia             | 100,0 kg          | Vladislav Krishchishin · União Soviética | 97,5 kg           |
| Arremesso                    | Vladimir Smetanin · União Soviética      | 130,0 kg          | Walter Szołtysek · Polónia             | 130,0 kg          | Vladislav Krishchishin · União Soviética | 127,5 kg          |
| Total                        | Vladislav Krishchishin · União Soviética | 337,5 kg          | Vladimir Smetanin · União Soviética    | 337,5 kg          | Walter Szołtysek · Polónia               | 335,0 kg          |
| Galo (até 56 kg)             |                                          |                   |                                        |                   |                                          |                   |
| Desenvolvimento militar      | Imre Földi · Hungria                     | 125,0 kg          | Henryk Trębicki · Polónia              | 112,5 kg          | Atanas Kirov · Bulgária                  | 107,5 kg          |
| Arranque                     | Henryk Trębicki · Polónia                | 107,5 kg          | Imre Földi · Hungria                   | 105,0 kg          | Atanas Kirov · Bulgária                  | 102,5 kg          |
| Arremesso                    | Atanas Kirov · Bulgária                  | 137,5 kg          | Zoltan Fiat · Roménia                  | 127,5 kg          | Norair Nurikyan · Bulgária               | 125,0 kg          |
| Total                        | Atanas Kirov · Bulgária                  | 347,5 kg          | Zoltan Fiat · Roménia                  | 330,0 kg          | Norair Nurikyan · Bulgária               | 317,5 kg          |
| Pena (até 60 kg)             |                                          |                   |                                        |                   |                                          |                   |
| Desenvolvimento militar      | Mladen Kuchev · Bulgária                 | 130,0 kg          | Jan Wojnowski · Polónia                | 122,5 kg          | János Benedek · Hungria                  | 120,0 kg          |
| Arranque                     | Dito Shanidze · União Soviética          | 115,0 kg          | János Benedek · Hungria                | 115,0 kg          | Mladen Kuchev · Bulgária                 | 112,5 kg          |
| Arremesso                    | Dito Shanidze · União Soviética          | 150,0 kg          | János Benedek · Hungria                | 145,0 kg          | Mieczysław Nowak · Polónia               | 145,0 kg          |
| Total                        | Mladen Kuchev · Bulgária                 | 385,0 kg          | Dito Shanidze · União Soviética        | 380,0 kg          | János Benedek · Hungria                  | 380,0 kg          |
| Leve (até 67,5 kg)           |                                          |                   |                                        |                   |                                          |                   |
| Desenvolvimento militar      | Zbigniew Kaczmarek · Polónia             | 140,0 kg          | Waldemar Baszanowski · Polónia         | 140,0 kg          | János Bagócs · Hungria                   | 135,0 kg          |
| Arranque                     | Waldemar Baszanowski · Polónia           | 135,0 kg          | Ondrej Hekel · Tchecoslováquia         | 130,0 kg          | János Bagócs · Hungria                   | 127,5 kg          |
| Arremesso                    | Waldemar Baszanowski · Polónia           | 170,0 kg          | János Bagócs · Hungria                 | 167,5 kg          | Ondrej Hekel · Tchecoslováquia           | 162,5 kg          |
| Total                        | Waldemar Baszanowski · Polónia           | 445,0 kg          | János Bagócs · Hungria                 | 430,0 kg          | Zbigniew Kaczmarek · Polónia             | 425,0 kg          |
| Médio (até 75 kg)            |                                          |                   |                                        |                   |                                          |                   |
| Desenvolvimento militar      | Viktor Kurentsov · União Soviética       | 152,5 kg          | Juhani Mursu · Finlândia               | 145,0 kg          | Leif Jenssen · Noruega                   | 142,5 kg          |
| Arranque                     | Aimé Terme · França                      | 140,0 kg          | Viktor Kurentsov · União Soviética     | 137,5 kg          | Gábor Szarvas · Hungria                  | 135,0 kg          |
| Arremesso                    | Viktor Kurentsov · União Soviética       | 177,5 kg          | Gábor Szarvas · Hungria                | 175,0 kg          | Juhani Mursu · Finlândia                 | 165,0 kg          |
| Total                        | Viktor Kurentsov · União Soviética       | 467,5 kg          | Gábor Szarvas · Hungria                | 440,0 kg          | Juhani Mursu · Finlândia                 | 437,5 kg          |
| Pesado-ligeiro (até 82,5 kg) |                                          |                   |                                        |                   |                                          |                   |
| Desenvolvimento militar      | Hans Bettembourg · Suécia                | 162,5 kg          | Boris Selitsky · União Soviética       | 160,0 kg          | Károly Bakos · Hungria                   | 160,0 kg          |
| Arranque                     | Norbert Ozimek · Polónia                 | 145,0 kg          | Valery Shary · União Soviética         | 142,5 kg          | Károly Bakos · Hungria                   | 142,5 kg          |
| Arremesso                    | Károly Bakos · Hungria                   | 185,0 kg          | Valery Shary · União Soviética         | 182,5 kg          | Boris Selitsky · União Soviética         | 182,5 kg          |
| Total                        | Károly Bakos · Hungria                   | 487,5 kg          | Boris Selitsky · União Soviética       | 482,5 kg          | Norbert Ozimek · Polónia                 | 475,0 kg          |
| Meio-pesado (até 90 kg)      |                                          |                   |                                        |                   |                                          |                   |
| Desenvolvimento militar      | Kaarlo Kangasniemi · Finlândia           | 175,0 kg          | Karl Arnold · Alemanha Oriental        | 170,0 kg          | Bo Johansson · Suécia                    | 165,0 kg          |
| Arranque                     | Bo Johansson · Suécia                    | 150,0 kg          | Kaarlo Kangasniemi · Finlândia         | 150,0 kg          | Géza Tóth · Hungria                      | 145,0 kg          |
| Arremesso                    | Géza Tóth · Hungria                      | 190,0 kg          | Kaarlo Kangasniemi · Finlândia         | 190,0 kg          | Bo Johansson · Suécia                    | 185,0 kg          |
| Total                        | Kaarlo Kangasniemi · Finlândia           | 515,0 kg          | Bo Johansson · Suécia                  | 500,0 kg          | Géza Tóth · Hungria                      | 495,0 kg          |
| Pesado (até 110 kg)          |                                          |                   |                                        |                   |                                          |                   |
| Desenvolvimento militar      | Jaan Talts · União Soviética             | 180,0 kg          | Eivind Rekustad · Noruega              | 175,0 kg          | Aleksandar Kraychev · Bulgária           | 172,5 kg          |
| Arranque                     | Jaan Talts · União Soviética             | 155,0 kg          | Kauko Kangasniemi · Finlândia          | 155,0 kg          | Jean-Paul Fouletier · França             | 150,0 kg          |
| Arremesso                    | Jaan Talts · União Soviética             | 212,5 kg          | Kauko Kangasniemi · Finlândia          | 190,0 kg          | Robert Wójcik · Polónia                  | 190,0 kg          |
| Total                        | Jaan Talts · União Soviética             | 547,5 kg          | Kauko Kangasniemi · Finlândia          | 507,5 kg          | Robert Wójcik · Polónia                  | 500,0 kg          |
| Super pesado (+ 110 kg)      |                                          |                   |                                        |                   |                                          |                   |
| Desenvolvimento militar      | Serge Reding · Bélgica                   | 202,5 kg          | Stanislav Batishchev · União Soviética | 192,5 kg          | Ivan Atanasov · Bulgária                 | 192,5 kg          |
| Arranque                     | Stanislav Batishchev · União Soviética   | 165,0 kg          | Leonid Zhabotinsky · União Soviética   | 162,5 kg          | Rudolf Mang · Alemanha Ocidental         | 155,0 kg          |
| Arremesso                    | Serge Reding · Bélgica                   | 215,0 kg          | Stanislav Batishchev · União Soviética | 212,5 kg          | Manfred Rieger · Alemanha Oriental       | 205,0 kg          |
| Total                        | Serge Reding · Bélgica                   | 570,0 kg          | Stanislav Batishchev · União Soviética | 570,0 kg          | Manfred Rieger · Alemanha Oriental       | 537,5 kg          |

## Quadro de medalhas
Quadro de medalhas no total combinado
| Ordem | País              | Medalha de ouro | Medalha de prata | Medalha de bronze | Total |
| ----- | ----------------- | --------------- | ---------------- | ----------------- | ----- |
| 1     | União Soviética   | 3               | 4                | 0                 | 7     |
| 2     | Bulgária          | 2               | 0                | 1                 | 3     |
| 3     | Hungria           | 1               | 2                | 2                 | 5     |
| 4     | Finlândia         | 1               | 1                | 1                 | 3     |
| 5     | Polónia           | 1               | 0                | 4                 | 5     |
| 6     | Bélgica           | 1               | 0                | 0                 | 1     |
| 7     | Roménia           | 0               | 1                | 0                 | 1     |
| 7     | Suécia            | 0               | 1                | 0                 | 1     |
| 9     | Alemanha Oriental | 0               | 0                | 1                 | 1     |
| Total | Total             | 9               | 9                | 9                 | 27    |